# Jacques Féréol Mazas

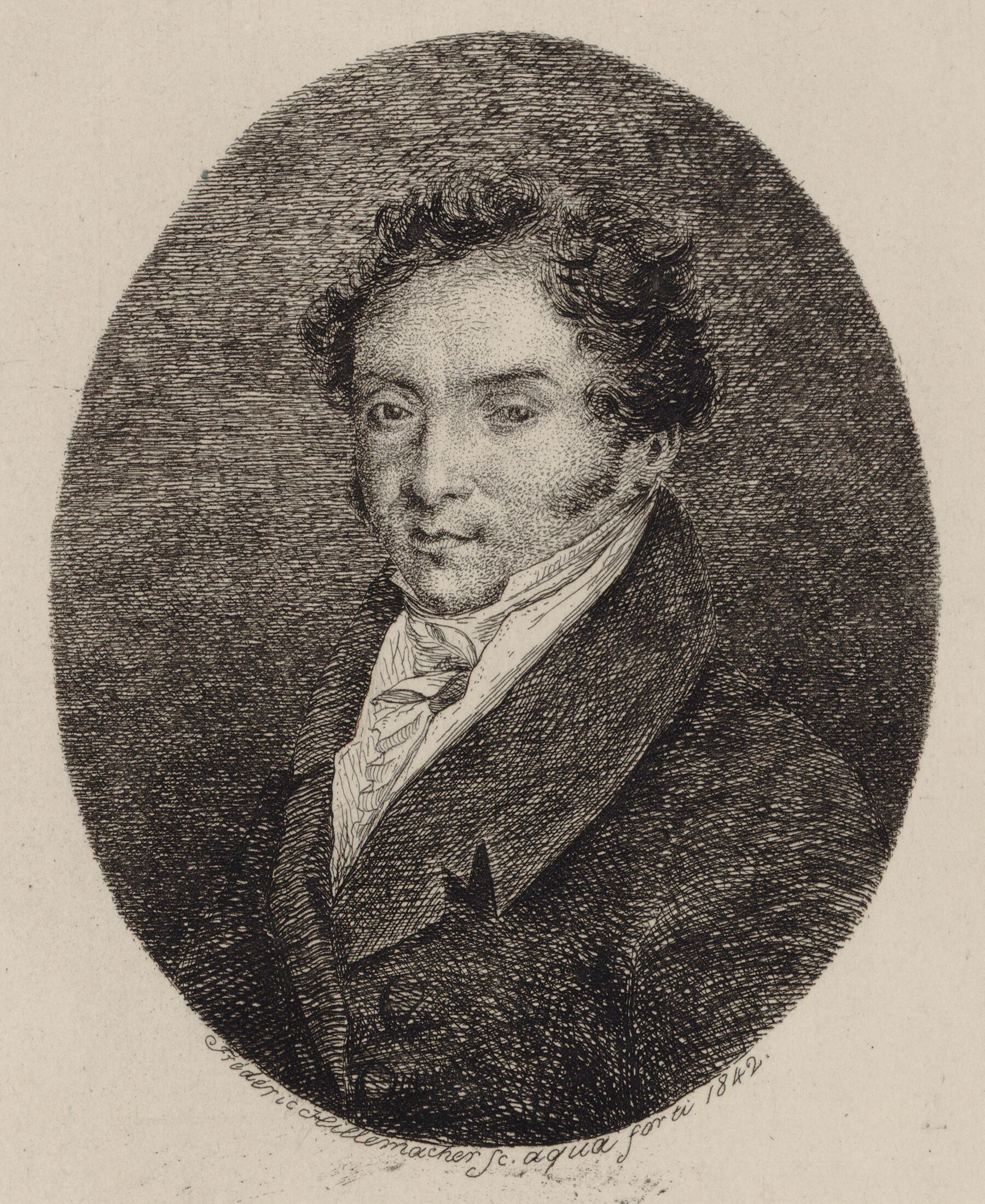
Jacques Féréol Mazas

Jacques Féréol Mazas (* 23. September 1782 in Lavaur; † 26. August 1849 in Bordeaux) war ein französischer Violinist und Musikpädagoge.

## Leben
Ab 1802 war Mazas Schüler von Pierre Baillot am Pariser Konservatorium, wo er 1805 einen ersten Preis erhielt. Mit der Aufführung der Viotti-Konzerte feierte er erste Erfolge. 1808 spielte er ein für ihn komponiertes Violinkonzert von Daniel-François-Esprit Auber. Später war er als Violinist unter Rodolphe Kreutzer am Théâtre-Italien tätig. Um 1811 unternahm er eine Konzertreise nach Spanien und 1814 eine längere Reise nach England, Holland und Belgien. 1822 konzertierte  er in Italien, Deutschland und Russland. 1827 trat er mit glänzendem Erfolg in verschiedenen deutschen Städten auf. Als er 1829 nach Paris zurückkehrte, stellte man fest, dass sein solistisches Können nachgelassen hatte. 1831 wurde er erster Geiger am Théâtre du Palais-Royal. Aber schon im gleichen Jahr übernahm er die Stelle des Musikdirektors in Orléans. Von 1837 bis 1841 war er Direktor der Musikschule in Cambrai. 
Seine Bekanntheit verdankt er seinen pädagogischen Werken, in erster Linie der Méthode de violon und den Études brillantes op. 36.

## Werke (Auswahl)
- 75 Etuden in 3 Bänden veröffentlicht

1. Études spéciales
2. Études brillantes
3. Études d’artistes (als Vorbereitung der 24 Capricios von Paganini gedacht)

- Drei Trios für zwei Violinen und Bratsche oder Cello, op. 18
- 12 Petits Duos pour 2 Violons dediés aux jeunes Elèves, op. 38, Cah.I + II
- Duos für zwei Violinen, op. 39
- Sechs leichte Duos für zwei Violinen, seinen Schülern gewidmet, op. 61
- Sechs konzertante Duos für zwei Violinen, op. 71
- Fantasie über „La Favorite“, op. 92 für Bratsche und Klavier
- Rondeau über eine Freischütz-Melodie (Weber), op. 44/1
- Polonaise du Freischütz (Weber), op. 45/1
- Polonaise nach einem Rossini-Thema op. 45/2
- Coxinne au Capitole (Oper)
- Mustapha (Komische Oper)